# سنت گیبریال (لوئیزیانا)
سنت گیبریال (به انگلیسی: St. Gabriel) شهری در ایالت لوئیزیانا کشور ایالات متحده آمریکا است که جمعیت آن در سرشماری سال ۲۰۱۰ میلادی، ۶٬۶۷۷ نفر بوده‌است.